# Station Milówka - Zabawa
Station Milówka Zabawa is een spoorwegstation in de Poolse plaats Milówka.